# Альфредо Санчес
Альфредо Вієхо Санчес (ісп. Alfredo Viejo Sánchez, 28 травня 1904, Орісаба, Мексика — дата смерті невідома) — мексиканський футболіст, що грав на позиції півзахисника, зокрема, за клуби «Марте» та «Америка», а також національну збірну Мексики.

## Клубна кар'єра
Почав свою футбольну кар'єру в Орісабі, а у 1930 році переїхав в столицю до клубу «Америка». Там він став одним з найнадійніших захисників в історії клубу. 

## Виступи за збірну
У складі збірної був учасником чемпіонату світу 1930 року в Уругваї де зіграв в усіх поєдинках: з Францією (1:4), Чилі (0:3) і Аргентиною (3:6). Всього зіграв 10 матчів в період з 1930 по 1938 роки.

## Титули і досягнення
Збірна Мексики
- Переможець Ігор Центральної Америки та Карибського басейну: 1938